# Nick Tropeano
Nicholas Paul Tropeano (né le 27 août 1990 à West Islip, New York, États-Unis) est un lanceur droitier de la Ligue majeure de baseball.

## Carrière
Joueur des Seawolves de l'université d'État de New York à Stony Brook, Nick Tropeano est repêché par les Astros de Houston au 5e tour de sélection en 2011.
Le 2 août 2013, Tropeano, qui lance en ligues mineures pour les Hooks de Corpus Christi, le club-école de niveau Double-A des Astros dans la Ligue du Texas, réussit un retrait sur des prises en ne lançant qu'une seule prise au frappeur de l'équipe adverse, les RockHounds de Midland, un club affilié aux A's d'Oakland. En effet, cet adversaire, Vinnie Catricala, est mécontent après la première prise appelée par l'arbitre et refuse d'obtempérer aux demandes répétées de ce dernier, qui l'exhorte à revenir dans la boîte des frappeurs pour la reprise du jeu. En vertu de la règle 6.02(c), rarement invoquée, l'officiel appelle deux prises supplémentaires contre le joueur récalcitrant, menant à son retrait sur 3 prises, bien qu'un seul lancer ait été effectué par le lanceur,,.
Nick Tropeano fait ses débuts dans le baseball majeur comme lanceur partant des Astros le 10 septembre 2014 et remporte à cette occasion une victoire sur les Mariners de Seattle. Il encaisse par la suite 3 défaites et, en 4 matchs des Astros, présente une moyenne de points mérités de 4,57 en 21 manches et deux tiers lancées.
Le 5 novembre 2014, les Astros échangent Tropeano et le receveur des ligues mineures Carlos Pérez aux Angels de Los Angeles contre le receveur Hank Conger.